# Samuel Groth
Samuel Groth, detto Sam (Narrandera, 19 ottobre 1987), è un ex tennista australiano.
Il 12 maggio 2012, durante il match che lo vedeva opposto al bielorusso Uladzimir Ihnacik nel Busan Challenger in Corea del Sud, Samuel Groth ha fissato il nuovo record di velocità al servizio, con una prima a circa 263 km/h, superando il precedente record appartenuto ad Ivo Karlović di 251 km/h. Tale record tuttavia, poiché disputato in un Challenger, 
non è stato ufficializzato dall'ATP che invece riconosce ufficialmente i 253 km/h di John Isner in un match di Coppa Davis del 2016.
Nel febbraio 2009 si è sposato con la collega Jarmila Gajdošová, dalla quale si è separato nel 2011.

## Carriera

### 2005-2008
Nel 2005 raggiunge la finale junior di doppio al torneo di Wimbledon in coppia con Andrew Kennaugh. L'anno successivo inizia la sua carriera da professionista e ottiene le prime finali Futures in doppio; raggiunge per la prima finale futures in singolare nel 2007, anno in cui conquista i primi cinque titoli in doppio e fa le prime apparizioni in tornei Challenger.
Nel 2008 tenta le qualificazioni in alcuni tornei del circuito maggiore, tra cui gli Australian Open (dove supera un turno di qualificazione e dove debutta nel torneo di doppio con Joseph Sirianni), per poi conquistare l'accesso al tabellone principale del torneo di Nottingham prima eliminando nelle qualificazioni il numero 40 del mondo Tipsarević e poi superando il primo turno ai danni della wild card di casa Jamie Baker. Viene eliminato al secondo turno dal francese Gilles Simon dopo oltre due ore di gioco con il punteggio di 7–6(1), 4-6, 4-6. Grazie a questo risultato entra per la prima volta nei primi trecento del mondo, chiudendo poi l'anno in posizione 278. Durante l'anno conquista anche due titoli futures e uno challenger in doppio.

### 2009-2010
Dopo aver perso all'ultimo turno di qualificazioni dei tornei di Brisbane e Auckland, ottiene una wild card per gli Australian Open dove però perde all'esordio contro Mardy Fish in quattro set. Dopo una vittoria in un futures negli Stati Uniti, arriva in finale al Challenger uzbeko di Fergana. Nella seconda parte dell'anno, superate le qualificazioni, raggiunge il secondo turno a Newport. Ad agosto vince il torneo di doppio di Campos do Jordão. Manca invece la qualificazione a Wimbledon e agli Us Open.
Nel 2010 non riesce a qualificarsi per nessun torneo del circuito maggiore; in singolare vince tre Futures tra settembre e novembre. In doppio ottiene i migliori risultati a inizio stagione: grazie a una wild card partecipa agli Australian Open, e subito dopo si aggiudica tre tornei (un Challenger e due Futures) in coppia con Matthew Ebden.

### 2011 - 2013
La stagione 2011 si interrompe a marzo, dopo alcune partecipazioni a Challenger australiani e americani dopo le qualificazioni mancate in singolare agli Australian Open. In doppio supera per la prima volta un turno agli Australian Open e vince il Challenger di Caloundra. Torna a giocare in novembre, ripartendo dai Futures australiani. Nel 2012, scivolato oltre la settecentesima posizione, si aggiudica due Futures in singolare e uno in doppio. Risalito intorno alla duecentesima posizione partecipa a inizio 2013 anche ad alcuni Challenger per poi disputare di nuovo un incontro in singolare del circuito maggiore ai Queen's, dopo aver superato le qualificazioni. Anche a Washington supera le qualificazioni, ma si arrende al primo turno a Milos Raonic per 5-7 4-6. In settembre si qualifica anche a San Pietroburgo dove raggiunge per la prima volta le semifinali in doppio con Chris Guccione, con il quale aveva già superato per la prima volta un turno a Wimbledon. Sempre in doppio eguaglia la migliore prestazione agli Australian Open (secondo turno) e, nell'arco dell'anno, conquista 5 titoli Challenger e 1 Futures: nella classifica di doppio entra così per la prima volta nei primi cento del mondo.

### 2014
Inizia la stagione conquistando la sua prima semifinale ATP a Brisbane; torna poi a disputare un incontro agli Australian Open (perdendolo con Pospisil) e accede ai 250 di Sydney e Delray Beach prima di conquistare la sua prima qualificazione a un Master 1000, quello di Indian Wells, dove perde al primo turno contro Michail Kukuškin al tie break del terzo set. La settimana successiva vince il Challenger canadese di Rimouski e poi sfiora le qualificazioni al Roland Garros. Al torneo parigino ottiene la sua migliore prestazione in carriera in doppio raggiungendo le semifinali in coppia con Andrej Golubev e ottenendo il suo best ranking di categoria con la posizione numero 41. In seguito partecipa per la prima volta a Wimbledon, superando le qualificazioni, e raggiunge poi le semifinali a Newport. Si aggiudica il trofeo di doppio di Bogotà in coppia con Chris Guccione, con il quale aveva già vinto 5 trofei Challenger: è il primo titolo del circuito maggiore conquistato da Groth. In singolare migliora il suo best ranking il 21 luglio con la 92º posizione ATP.

## Statistiche

### Doppio

#### Vittorie (2)
| Legenda                   |
| Grande Slam (0)           |
| ATP World Tour Finals (0) |
| ATP Masters 1000 (0)      |
| ATP World Tour 500 (0)    |
| ATP World Tour 250 (2)    |

| Numero | Data           | Torneo                                     | Superficie | Compagno       | Avversari in finale                     | Punteggio             |
| 1.     | 20 luglio 2014 | Colombia Open, Bogotà                      | Cemento    | Chris Guccione | Nicolás Barrientos Juan Sebastián Cabal | 7–6(5), 6(3)–7,[11-9] |
| 2.     | 16 luglio 2016 | Hall of Fame Tennis Championships, Newport | Erba       | Chris Guccione | Jonathan Marray Adil Shamasdin          | 6-4, 6–3              |

#### Finali perse (3)
| Legenda                   |
| Grande Slam (0)           |
| ATP World Tour Finals (0) |
| ATP Masters 1000 (0)      |
| ATP World Tour 500 (1)    |
| ATP World Tour 250 (2)    |

| Numero | Data              | Torneo                      | Superficie  | Compagno       | Avversari in finale           | Punteggio   |
| 1.     | 3 agosto 2014     | Washington Open, Washington | Cemento     | Leander Paes   | Jean-Julien Rojer Horia Tecău | 5–7, 4–6    |
| 2.     | 28 settembre 2014 | Shenzhen Open, Shenzhen     | Cemento (i) | Chris Guccione | Jean-Julien Rojer Horia Tecău | 4-6, 6(4)–7 |
| 3.     | 19 ottobre 2014   | Kremlin Cup, Mosca          | Cemento (i) | Chris Guccione | František Čermák Jiří Veselý  | 6(2)–7, 5-7 |

### Tornei minori

#### Singolare

##### Vittorie (10)
| Challengers (3) |
| Futures (7)     |

| Numero | Data             | Torneo                              | Superficie    | Avversario in finale | Punteggio           |
| 1.     | 5 aprile 2009    | USA F7, Mobile                      | Cemento       | Jesse Witten         | 6-2, 3-0 rit.       |
| 2.     | 3 ottobre 2010   | Turkey F9, Adalia                   | Cemento       | Radu Albot           | 6-3, 6-1            |
| 3.     | 10 ottobre 2010  | Turkey F10, Adalia                  | Cemento       | Artem Smyrnov        | 6-4, 6-2            |
| 4.     | 5 dicembre 2010  | Australia F13, Bendigo              | Cemento       | Benjamin Mitchell    | 7–6(7), 6-4         |
| 5.     | 25 marzo 2012    | Australia F3, Ipswich               | Terra rossa   | Jason Kubler         | 5–7, 6–3, 6–2       |
| 6.     | 20 maggio 2012   | Korea F1, Taegu                     | Cemento       | Frederik Nielsen     | 6–7, 6–4, 6–1       |
| 7.     | 24 febbraio 2013 | Australia F2, Mildura               | Erba          | James Lemke          | 6-1, 6-4            |
| 8.     | 24 marzo 2014    | Men's Rimouski Challenger, Rimouski | Cemento       | Ante Pavić           | 7–6(3), 6-2         |
| 9.     | 3 maggio 2015    | Santaizi ATP Challenger, Taipei     | Sintetico (i) | Konstantin Kravčuk   | 6(5)–7, 6-4, 7–6(3) |
| 10.    | 7 giugno 2015    | Manchester Trophy, Manchester       | Erba          | Luke Saville         | 7-5, 6-1            |

#### Doppio

##### Vittorie (26)
| Challengers (15) |
| Futures (11)     |

| Numero | Data             | Torneo                                           | Superficie    | Compagno           | Avversari in finale                      | Punteggio              |
| 1.     | 27 novembre 2005 | Australia F11, Barmera                           | Erba          | Joseph Sirianni    | Callum Beale Joel Kerley                 | 6-2, 5-7, [10-4]       |
| 2.     | 24 maggio 2007   | Algeria F3, Algeri                               | Terra rossa   | Edward Seator      | Matus Horecny Martin Hromec              | 6-3, 3-6, 6-1          |
| 3.     | 8 giugno 2007    | Spain F21, Puerto Cruz                           | Sintetico     | Andrew Coelho      | Agustín Boje-Ordóñez Pablo Martín-Adalia | 6-4, 7–6(5)            |
| 4.     | 7 settembre 2007 | France F12, Bagneres de Bigorre                  | Cemento       | Andrew Coelho      | Daniel King-Turner Pierrick Ysern        | 6-4, 4-6, [10-6]       |
| 5.     | 12 ottobre 2007  | Australia F7, Gloucester                         | Terra rossa   | Joseph Sirianni    | Kaden Hensel Adam Hubble                 | 6-4, 6-3               |
| 6.     | 9 dicembre 2007  | Burnie International, Burnie                     | Cemento       | Joseph Sirianni    | Nima Roshan Jose Statham                 | 6-3, 1-6, [10-4]       |
| 7.     | 7 febbraio 2008  | Australia F1, Mildura                            | Erba          | Nathan Healey      | Andrew Coelho Brydan Klein               | 6-3, 6-4               |
| 8.     | 14 marzo 2008    | Australia F3, Perth                              | Cemento       | Adam Feeney        | Miles Armstrong Matthew Ebden            | 5-7, 6-4, [10-7]       |
| 9.     | 17 maggio 2008   | New Delhi Challenger 1, Nuova Delhi              | Cemento       | Colin Ebelthite    | Mohammad Ghareeb Illja Marčenko          | 2-6, 7–6(5), [10-8]    |
| 10.    | 8 agosto 2009    | BH Tennis Open International Cup, Belo Horizonte | Cemento       | Josh Goodall       | Rogério Dutra da Silva Júlio Silva       | 7–6(4), 6-3            |
| 11.    | 7 febbraio 2010  | Burnie International, Burnie                     | Cemento       | Matthew Ebden      | James Lemke Dane Propoggia               | 6(8)–7, 7–6(4), [10-8] |
| 12.    | 19 febbraio 2010 | Australia F1, Mildura                            | Erba          | Matthew Ebden      | Adam Hubble Sadik Kadir                  | 6-3, 4-6, [10-4]       |
| 13.    | 26 febbraio 2010 | Australia F2, Berri                              | Erba          | Matthew Ebden      | Huang Liang-Chi Lee Hsin-han             | 6-3, 7–6(7)            |
| 14.    | 13 febbraio 2011 | Caloundra International, Caloundra               | Cemento       | Matthew Ebden      | Pavol Červenák Ivo Klec                  | 6-3, 3-6, [10-1]       |
| 15.    | 20 maggio 2012   | Korea F1, Taegu                                  | Cemento       | Adam Hubble        | Chung Hong Jeong Suk-young               | 6-1, 6-4               |
| 16.    | 6 gennaio 2013   | Internationaux de Nouvelle-Calédonie, Numea      | Cemento       | Toshihide Matsui   | Artem Sitak Jose Statham                 | 7–6(6), 1-6, [10-4]    |
| 17.    | 10 febbraio 2013 | Charles Sturt Adelaide International, Adelaide   | Cemento       | Matt Reid          | James Duckworth Greg Jones               | 6-2, 6-4               |
| 18.    | 24 febbraio 2013 | Australia F2, Mildura                            | Erba          | Adam Hubble        | Colin Ebelthite Ruan Roelofse            | 6-3, 6-4               |
| 19.    | 24 marzo 2013    | Men's Rimouski Challenger, Rimouski              | Cemento       | John-Patrick Smith | Philipp Marx Florin Mergea               | 7–6(5), 7–6(7)         |
| 20.    | 12 maggio 2013   | Kunming Challenger, Kunming                      | Cemento       | John-Patrick Smith | Gō Soeda Yasutaka Uchiyama               | 6-4, 6-1               |
| 21.    | 10 novembre 2013 | Knoxville Challenger, Knoxville                  | Cemento       | John-Patrick Smith | Carsten Ball Peter Polansky              | 6(6)–7, 6-2, [10-7]    |
| 22.    | 9 febbraio 2014  | Challenger of Dallas, Dallas                     | Cemento (i)   | Chris Guccione     | Ryan Harrison Mark Knowles               | 6-4, 6-2               |
| 23.    | 6 aprile 2014    | Challenger León, León                            | Cemento       | Chris Guccione     | Marcus Daniell Artem Sitak               | 6-3, 6-4               |
| 24.    | 27 aprile 2014   | Pingshan Open, Shenzen                           | Cemento       | Chris Guccione     | Dominik Meffert Tim Pütz                 | 6-3, 7–6(5)            |
| 25.    | 4 maggio 2014    | Santaizi ATP Challenger, Taipei                  | Sintetico (i) | Chris Guccione     | John-Patrick Smith Austin Krajicek       | 6-3, 7–6(5)            |
| 26.    | 11 maggio 2014   | Gimcheon Open, Gimcheon                          | Cemento       | Chris Guccione     | John-Patrick Smith Austin Krajicek       | 6(5)–7, 7-5, [10-4]    |